# Dedicated Side B
Dedicated Side B — пятый студийный альбом канадской певицы Карли Рэй Джепсен, вышедший 21 мая 2020 года на лейбле 604 Records в Канаде, а также на School Boy Records и Interscope Records в США. Он служит компаньоном или сиквелом к Dedicated (2019), её четвёртому студийному альбому. В альбом вошли 14 ауттейков из оригинального альбома. Альбому предшествовал выпуск сингла «Let’s Be Friends», который в итоге был включен только в японское издание. В музыкальном плане альбом представляет собой в основном дэнс-поп с влиянием диско.
Альбом получил в целом положительные отзывы. На родине Джепсен он занял 58 место в чарте канадских альбомов. В Соединенных Штатах он достиг максимума на 22 месте в чарте Billboard Top Album Sales. Наивысшая позиция альбома — восьмое место в чарте альбомов Шотландии. В чарте альбомов Великобритании он также достиг максимума на 42 месте.

## Об альбоме
Во время записи альбома Dedicated Джепсен подтвердила, что написала «почти 200 песен» для этого альбома.
В течение года после выхода Dedicated росли предположения, выпустит ли Джепсен дополнение к Dedicated, как она сделала это для своего предыдущего альбома Emotion под названием Emotion: Side B. Хотя Dedicated Side B впоследствии был выпущен без предварительного объявления 21 мая 2020 года, Джепсен представила альбом в разговоре с Майком Вассом из Idolator, заявив:
«Я чувствую, что должна перестать притворяться. У меня есть все намерения сделать это и выпустить вторую часть, я думаю, в этом и заключается удовольствие от того, что у меня есть столько времени на запись альбома. Это дает вам немного перспективы того, что должно быть на первом месте, а что на втором. Первую часть было легче сузить, потому что я знала, что смогу поделиться гораздо большим количеством песен».
Обсуждая влияние треков в интервью с Бренданом Ветмором из журнала Paper, Джепсен заявила, что она «хотела пляжную музыкальную атмосферу группы Beach Boys, — когда ты следуешь за парнем по пляжу, занимаешься любовью и делаешь всё то, что очень подходит для отпуска. Мы просто позволили себе быть настолько странными, насколько хотели в тот день». На отдельный вопрос о ретро-синтезаторах, которые активно используются в некоторых проектах Джепсен, она ответила следующее:
«Изначально в проекте [Dedicated] я хотела уйти в диско 70-х, и я думала, что это будет „Julien“, но всё остальное просто привело меня обратно к тому, что я думаю, это моё представление об одной из величайших эпох поп-музыки, а именно 80-х годах. Она очень искренняя, она очень точная и не боится быть уязвимой и говорить то, что ты действительно имеешь в виду. Меня тянет туда, и я думаю, что синтезаторный звук всё ещё очень похож на 80-е, и он позволяет мне быть такой: „Я собираюсь рассказать вам глубокие секреты моего сердца, поехали!“»

## Отзывы
| Совокупная оценка    | Совокупная оценка |
| Источник             | Оценка            |
| -------------------- | ----------------- |
| AnyDecentMusic?      | 7.6/10            |
| Metacritic           | 79/100            |
| Оценки критиков      |                   |
| Источник             | Оценка            |
| Consequence of Sound | B−                |
| Exclaim!             | 8/10              |
| NME                  | [ 14 ]            |
| Our Culture Mag      | [ 15 ]            |
| Pitchfork            | 6.9/10            |
| Slant                | [ 17 ]            |
| Sputnikmusic         | [ 18 ]            |
| Tom Hull             | B+ ()             |

Альбом получил положительные отзывы музыкальной критики и интернет-изданий. Он получил 79 из 100 баллов на интернет-агрегаторе Metacritic.
Али Шатлер из NME назвал альбом «одной из лучших поп-пластинок года на данный момент» и далее похвалил конкретные качества альбома: «Dedicated Side B — это радостный всплеск эскапизма от жалкой повседневности, замкнутый „инь“ на „янь“ песни Charli XCX „How I’m Feeling Now“. Неизменно блистательный, Side B может быть коллекцией отрезков, но это та запись, о которой большинство групп могли только мечтать».
Наталия Барр из Consequence of Sound похвалила «то, как сосредоточен процесс написания Джепсен на всех эмоциях и переживаниях, которые приносит любовь», отметив при этом, что «такие песни, как „Summer Love“, вдохновлённая басами 80-х и ABBA, и мягкая баллада „Heartbeat“ могли бы стать полезными дополнениями к „Dedicated“». Крис ДеВилль из Stereogum написал, что «трек за треком [песни] по крайней мере так же хороши, как оригинальные треки Dedicated, если не лучше», поскольку они «гораздо более естественно сочетаются друг с другом». Кроме того, ДеВилль похвалил вторую половину альбома, в которой «Джепсен играет с рок-звуками на бас-грув „Summer Love“ и бешено бьющейся „Let’s Sort The Whole Thing Out“», и в завершение пригласил «тех из нас, кто потерял интерес к шоу Карли Рэй Джепсен, вернуться к просмотру».
В статье для Exclaim Анжела Моррисон назвала Dedicated Side B «замечательным» альбомом, отметив, что «Джепсен [нашла] формулу, которая хорошо работает для неё — искрящийся синти-поп, отражённый головокружительным романтическим ожиданием». Моррисон более подробно остановился на некоторых треках альбома, отметив, что «тонкая, сексуальная „Fake Mona Lisa“ и бабблгам, мерцающая „Now I Don’t Hate California After All“ звучат как ничто из того, что она делала раньше», и что «песня „Felt This Way“ имеет меланхоличный подход», а её аналог, «Stay Away», «более дерзкий и жизнерадостный». Кроме того, Моррисон написал, что альбом «наполнен звёздной эйфорией, блестящим синти-попом и её характерным странным лирическим синтаксисом», заключив, что «по сути, в нём есть всё, что делает музыку Джепсен любимой и завораживающей».
В июле 2020 года альбом был включён в списки лучших альбомов 2020 года по версии American Songwriter и Slant Magazine.

## Список композиций
| №                   | Название                                | Автор(ы)                                                                 | Продюсеры                    | Длительность |
| ------------------- | --------------------------------------- | ------------------------------------------------------------------------ | ---------------------------- | ------------ |
| 1.                  | «This Love Isn't Crazy»                 | Карли Рэй Джепсен Джек Антонофф                                          | Antonoff                     | 3:53         |
| 2.                  | «Window»                                | Джепсен Theo Katzman Tyler Andrew Duncan                                 | Katzman Duncan               | 3:18         |
| 3.                  | «Felt This Way»                         | Джепсен John Hill Jordan Palmer Tavish Crowe Jakob Hazell Svante Halldin | Hill J. Palmer Rob Cohen [a] | 3:37         |
| 4.                  | «Stay Away»                             | Джепсен Crowe Hazell Halldin                                             | Jack & Coke                  | 3:37         |
| 5.                  | «This Is What They Say»                 | Джепсен Devonté Hynes Sean Douglas Warren Oak Felder Crowe               | Oak/The Orphanage            | 3:34         |
| 6.                  | «Heartbeat»                             | Джепсен Noah Beresin Asia Whiteacre Ariel Rechtshaid                     | Rechtshaid Buddy Ross        | 4:13         |
| 7.                  | «Summer Love»                           | Джепсен Hill Daniel Ledinsky Dave Palmer Patrik Berger                   | Hill Berger Cohen [a]        | 3:16         |
| 8.                  | «Fake Mona Lisa»                        | Джепсен Julia Karlsson Anton Rundberg Crowe                              | Hightower                    | 2:12         |
| 9.                  | «Let's Sort the Whole Thing Out»        | Джепсен Berger Markus Krunegård Pontus Winnberg                          | Berger Winnberg              | 3:54         |
| 10.                 | «Comeback» (при участии Bleachers)      | Джепсен Antonoff Jared Manierka                                          | Antonoff                     | 3:44         |
| 11.                 | «Solo»                                  | Джепсен Nate Campany James Flannigan                                     | Flannigan                    | 3:16         |
| 12.                 | «Now I Don't Hate California After All» | Джепсен Berger Noonie Bao Krunegård Winnberg                             | Berger Winnberg              | 4:53         |
| Общая длительность: | Общая длительность:                     | Общая длительность:                                                      | Общая длительность:          | 43:24        |

| №                   | Название            | Автор(ы)                               | Producer(s)         | Длительность |
| ------------------- | ------------------- | -------------------------------------- | ------------------- | ------------ |
| 13.                 | «Let's Be Friends»  | Джепсен Christopher J Baran Ben Romans | Baran Romans        | 3:10         |
| 14.                 | «Always on My Mind» | Джепсен Baran Romans                   | Baran Romans        | 3:15         |
| Общая длительность: | Общая длительность: | Общая длительность:                    | Общая длительность: | 49:49        |

Замечание:
- ↑  продюсер по вокалу

## Позиции в чартах
| Чарт (2020)                       | Высшая позиция |
| --------------------------------- | -------------- |
| Канада (Canadian Albums Chart)    | 58             |
| Япония (Oricon)                   | 60             |
| Шотландия (Scottish Albums Chart) | 8              |
| Великобритания (UK Albums Chart)  | 42             |
| США (Billboard Top Album Sales)   | 22             |

## История релиза
| Регион | Дата        | Формат                     | Лейбл                     | Ссылка |
| ------ | ----------- | -------------------------- | ------------------------- | ------ |
| Мир    | 21 мая 2020 | Цифровые загрузки стриминг | 604 School Boy Interscope | [ 30 ] |